# Jos Pirkner
Josef (Jos) Pirkner, ook wel vermeld als José Pirkner, (Sillian, 2 december 1927) is een Oostenrijkse beeldhouwer en kunstschilder.

## Leven en werk
Pirkner bezocht de Kunstgewerbeschule in Klagenfurt en studeerde vervolgens in Graz. Als privéleerling van beeldhouwer Rudolf Reinhart in Salzburg ontdekte hij zijn voorliefde voor het werken met metaal. In 1951 werd hij uitgenodigd om als goud- en zilversmid te komen werken voor Edelsmidse Brom in Utrecht. Later opende hij een eigen atelier. In 1978 verhuisde hij met zijn gezin terug naar Oostenrijk.
In Nederland werden vooral in de provincie Utrecht beelden van hem geplaatst. Naast vrije sculpturen maakte hij onder andere het 80 centimeter hoge beeldje van een minotaurus dat jaarlijks aan stuntmannen en -vrouwen wordt uitgereikt als Taurus World Stunt Award. Schilderwerk van Pirkner is te zien in Hangar-7, een combinatie van een kunstgalerie en vliegtuigmuseum, op het vliegveld van Salzburg. In 2008 ontwierp hij het nieuwe hoofdkantoor van Red Bull in Fuschl am See. Pirkner ontwierp ook de kenmerkende stier op de Formule 1 bolides van het Red Bull junior team Scuderia Toro Rosso. Pirkner heeft een atelier in Tristach.

## Werken in Nederland (selectie)
- 1961: 'Leraar en leerling', Tegelen
- 1962: zonder titel, kunstwerk op dak van het crematorium van Groningen
- 1969: 'De Bokspringers' in Vleuten
- ca. 1969: 'Vader en kinderen', Vleuten
- 1970: 'De Visser', Woerden
- 1970: De Wielrenners, Woerden
- 1970: 'Muziekspelende kinderen' in Waddinxveen
- 1975: De Volleybalsters, Woerden
- 1975 'Spelende kinderen', Sint-Jozefschool, Vinkeveen (is ontvreemd)
- 1977: Twee vogels, Woerden

## Fotogalerij

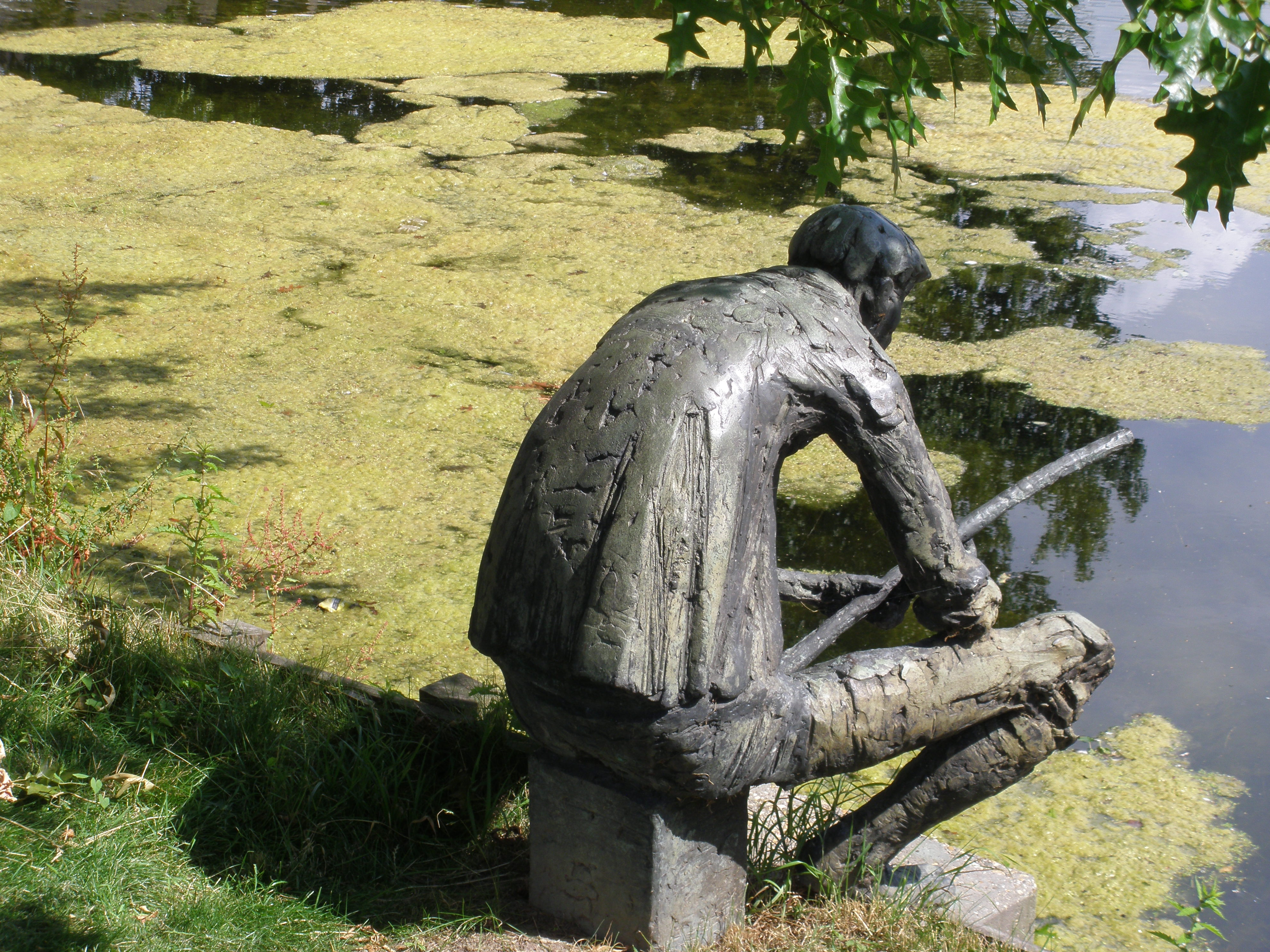
De visser (1970) in Woerden
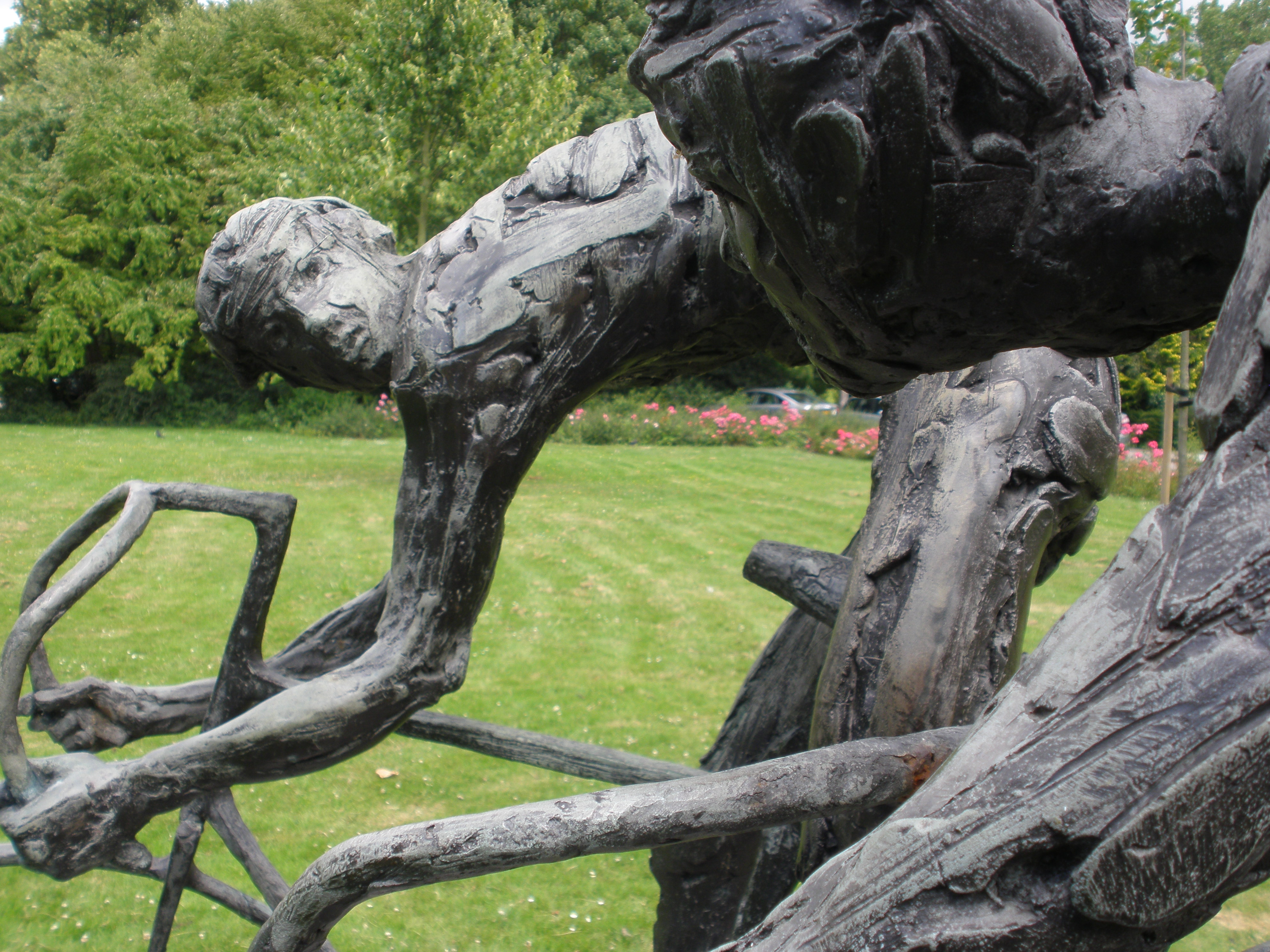
De wielrenners (1970) in Woerden, ter ere van Arie van Vliet
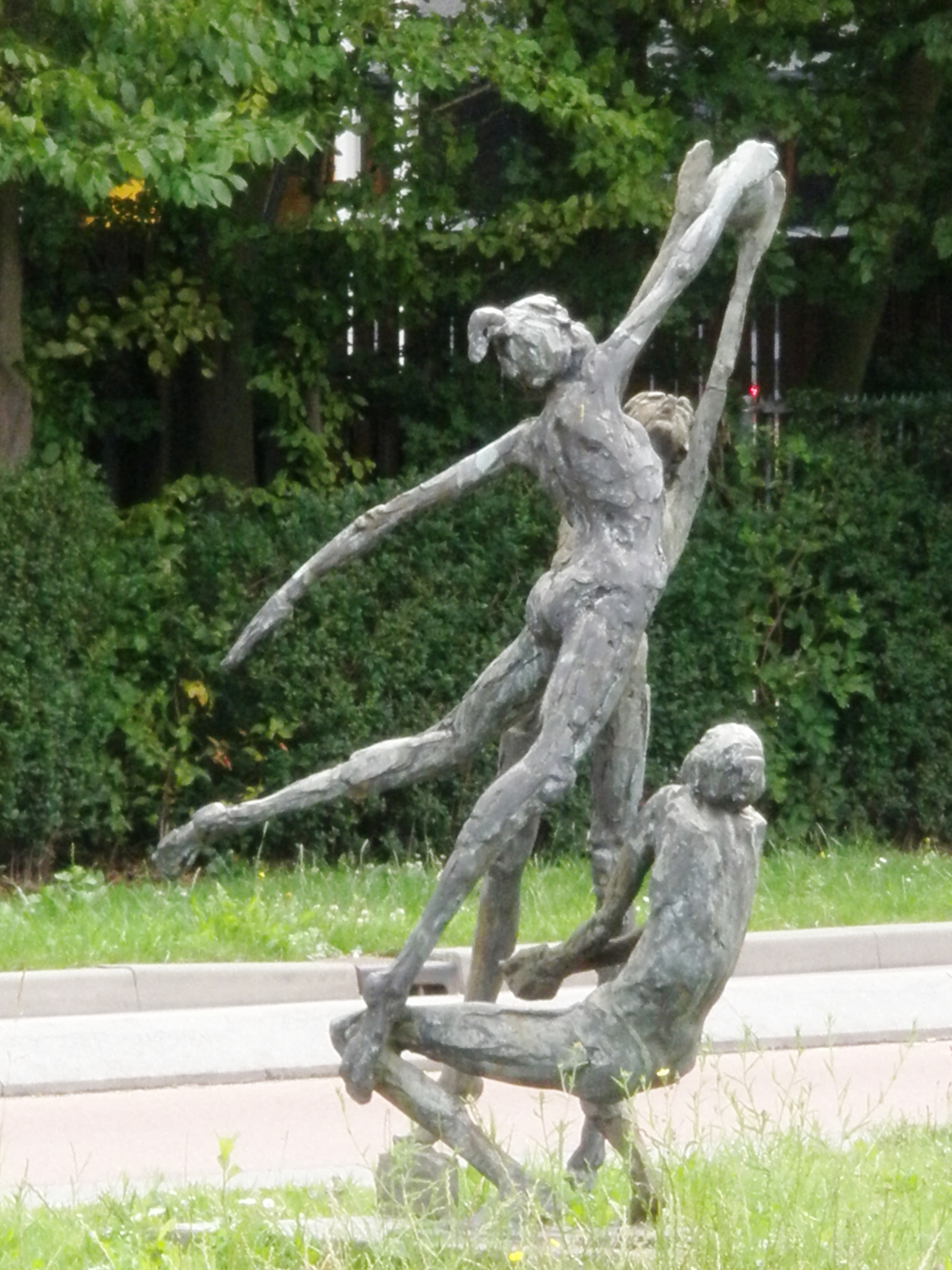
De volleybalsters (1975) in Woerden
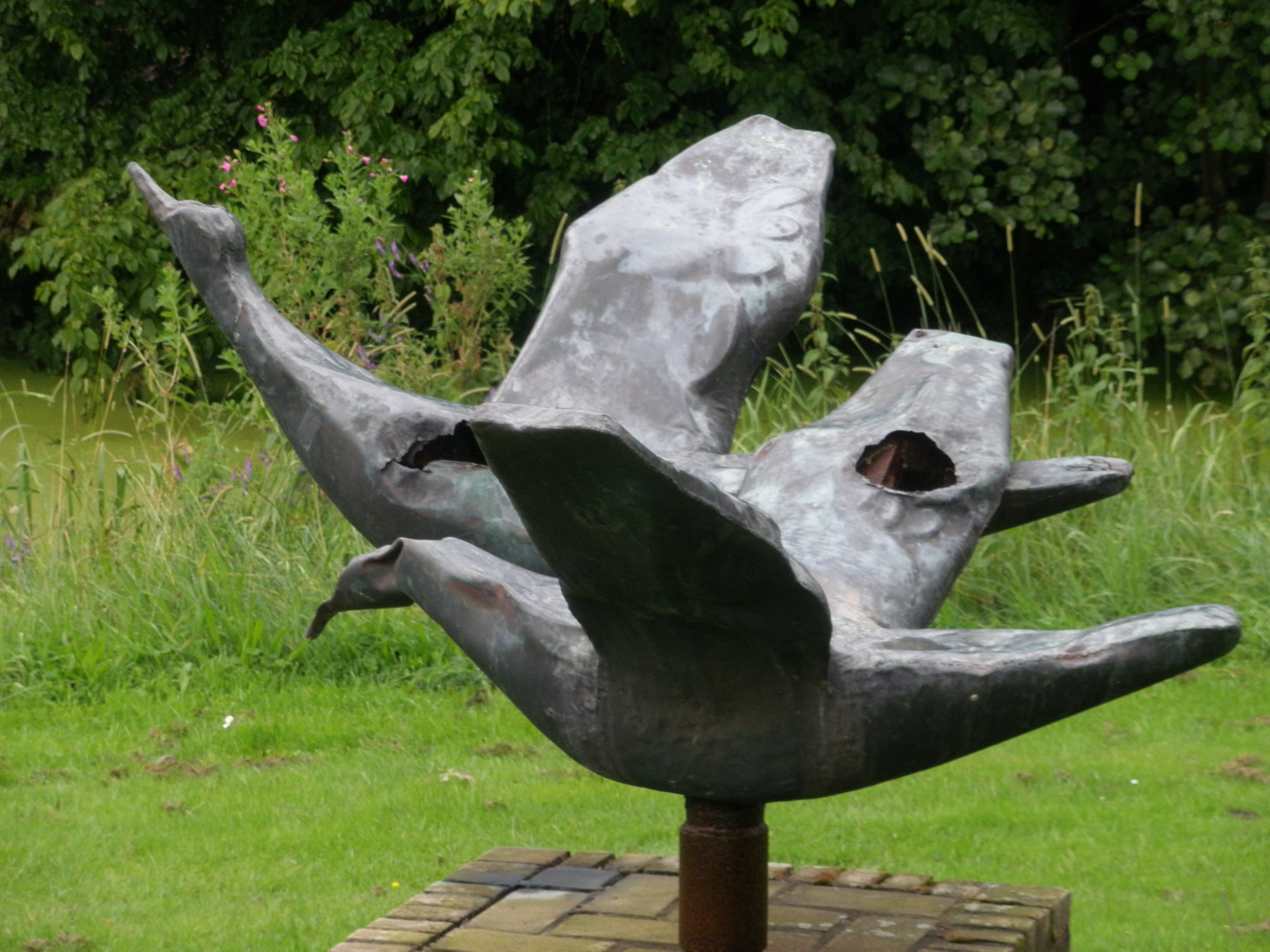
Twee vogels (1977) in Woerden
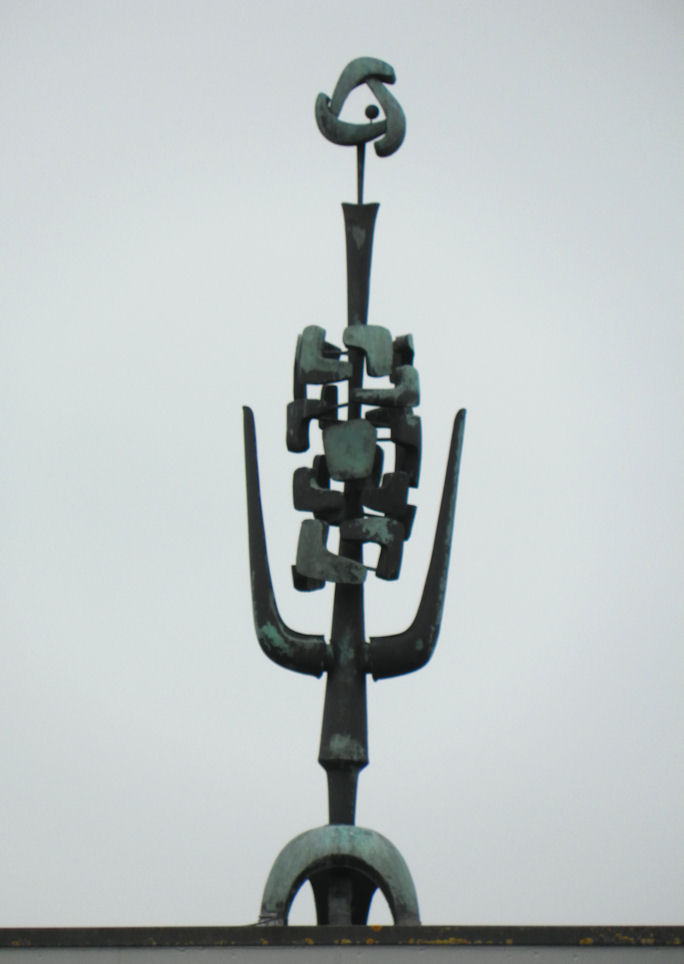
Zonder titel in Groningen
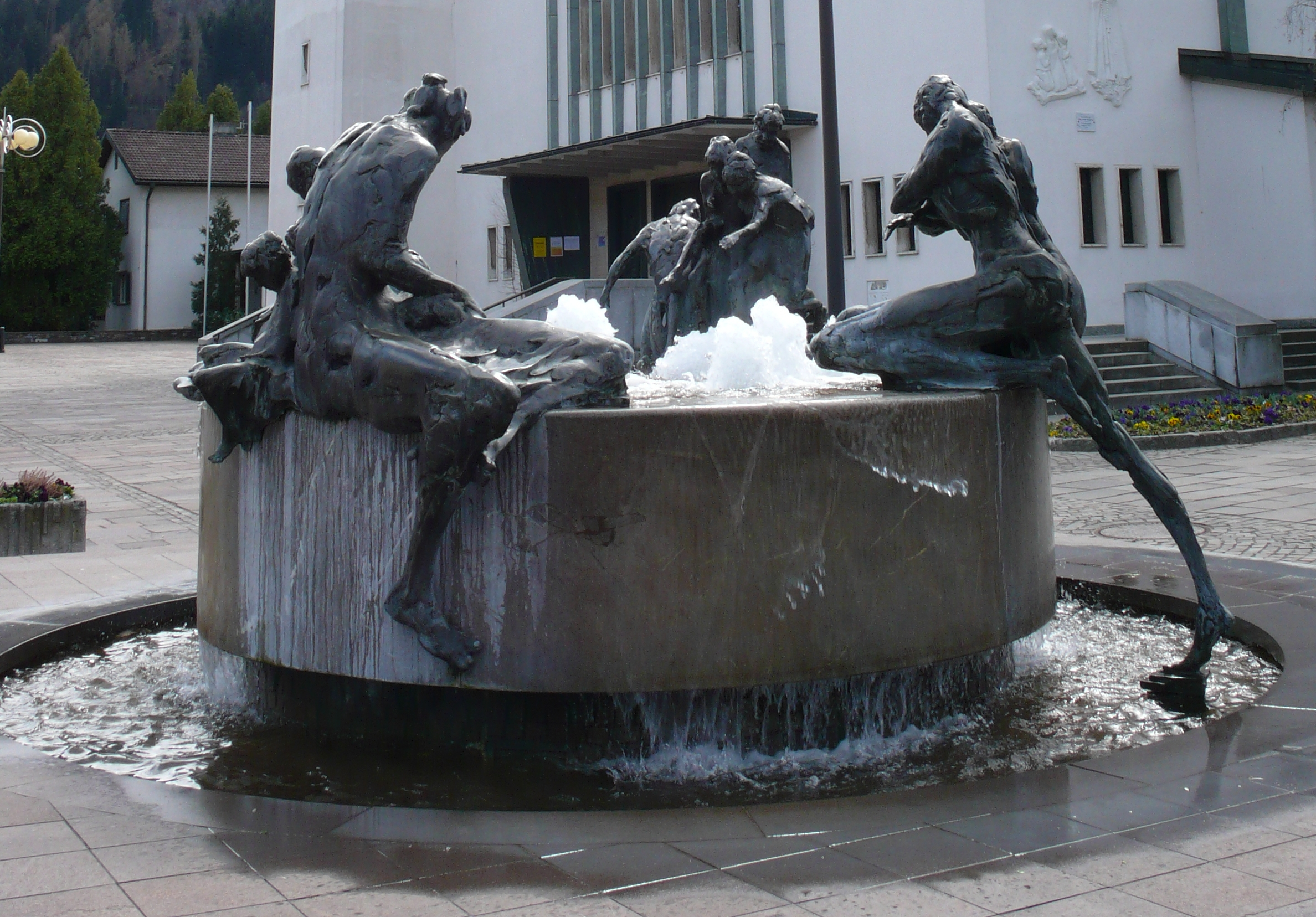
Markterhebungsbrunnen in Wattens (Oostenrijk)
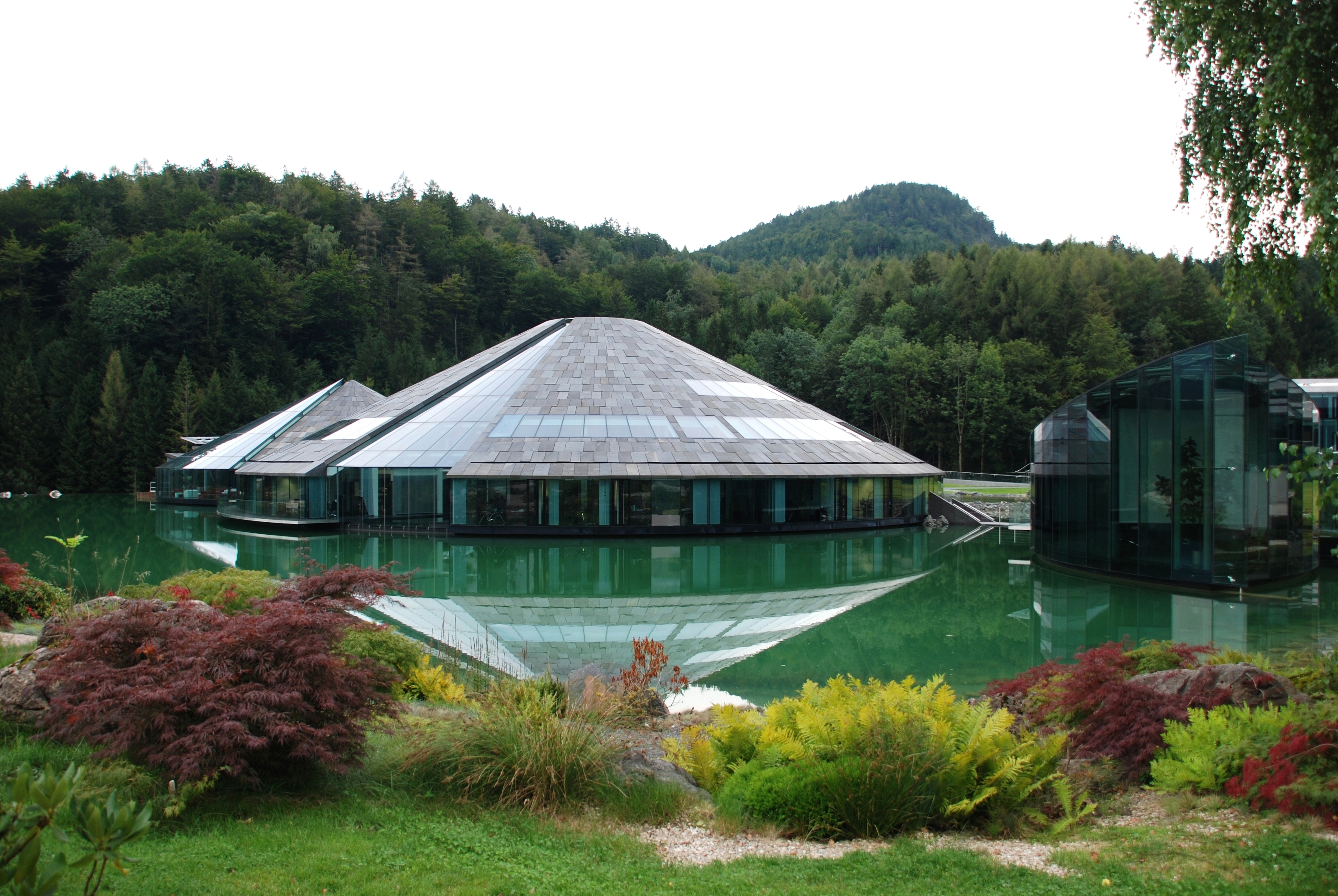
Red Bull-hoofdkantoor naar het ontwerp van Pirkner
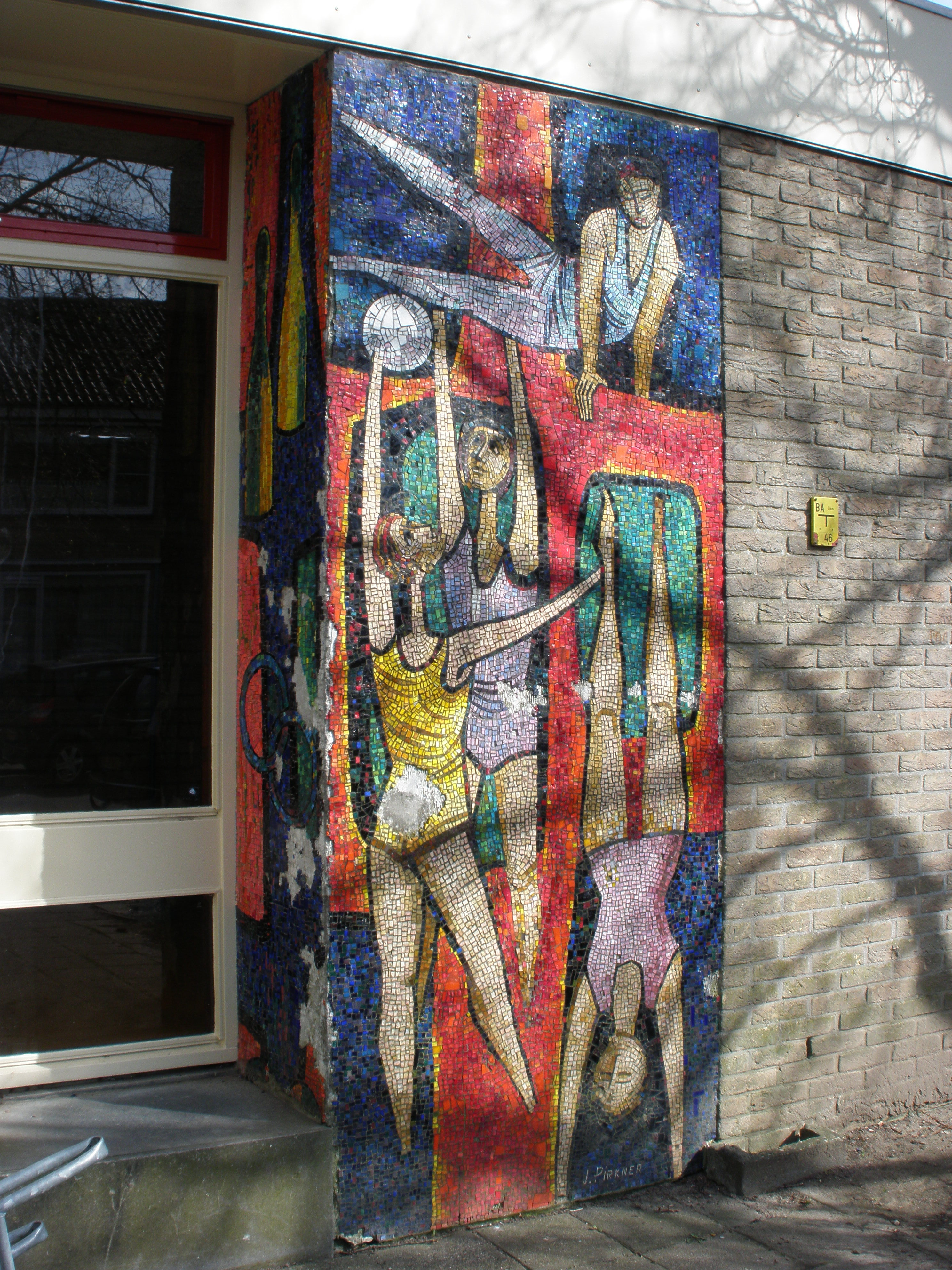
Mozaïek in De Meern

- Gemeinsame Normdatei: 119530783
- Library of Congress Control Number: no99091662
- Nationale Bibliotheek van Israël: 987007337550805171
- RKD-Nederlands Instituut voor Kunstgeschiedenis: 63665
- Système universitaire de documentation: 070686351
- Virtual International Authority File: 13043039
- WorldCat: E39PBJqVTmdv8hkHkX3wGjG8md